# Syzeuctus apicipennis
Syzeuctus apicipennis là một loài tò vò trong họ Ichneumonidae.